# Bathropsis delgadoi
Bathropsis delgadoi là một loài ruồi trong họ Asilidae. Bathropsis delgadoi được Kaletta miêu tả năm 1978. Loài này phân bố ở vùng Tân nhiệt đới.